# Keiko Saitō
Keiko Saitō (jap. 斉藤 圭子, Saitō Keiko) ist eine ehemalige japanische Fußballtorhüterin.

## Karriere
Saitō absolvierte ihr erstes Länderspiel für die japanischen Nationalmannschaft am 17. Oktober 1984 gegen Italien. Insgesamt bestritt sie drei Länderspiele für Japan.